# Marklkofen
Marklkofen település Németországban, azon belül Bajorországban. Lakosainak száma 3972 fő (2023. december 31.). Marklkofen Dingolfing, Gangkofen, Frontenhausen, Aham, Loiching, Gottfrieding és Reisbach községekkel határos.

## Népesség
| Lakosok száma | 469  | 1470 | 3099 | 3659 | 3655 | 3738 | 3681 | 3690 | 3793 | 3972 |
|               | 1875 | 1950 | 1975 | 2010 | 2012 | 2013 | 2015 | 2017 | 2021 | 2023 |